# Iglesia ortodoxa ucraniana en América del Sur
La Iglesia ortodoxa ucraniana en América del Sur (en ucraniano: Українська Православна Єпархія Бразилії та Південної Америки), también denominada como Eparquía Sudamericana, es una jurisdicción eclesiástica de la Iglesia ortodoxa dependiente espiritualmente de la metropolia de la Iglesia ortodoxa ucraniana en Estados Unidos de América (Ukrainian Orthodox Church of the USA), haciendo todas ellas parte de la diáspora ortodoxa ucraniana que se encuentra bajo la protección del Patriarcado Ecuménico de Constantinopla.
La Eparquía tiene jurisdicción canónica sobre toda América Latina, pero muy especialmente en los países en los que haya ucranianos o descendientes. No obstante, desde su incorporación al Patriarcado Ecuménico de Constantinopla, se le garantizó el derecho de evangelizar también a los no ucranianos.

## Historia

### Fundación e inicios
- Iov Skakalskyj, primer Obispo Eparca, 1969-1974.
- Volodýmyr Hay, tercer Obispo Eparca, 1974-1977.
- Volodýmyr Didovycz, cuarto Obispo Eparca, 1974-1989.
- Paissio Ivaszczuk, quinto Obispo Eparca, 1989-1993.
- Jeremías Ferens, sexto Obispo Eparca (1989-2008) y primer Arzobispo Eparca, 2008-presente.

## Organización

### Jerarquía
Los estatutos de la Iglesia ortodoxa ucraniana en América del Sur establecen que la máxima responsabilidad espiritual es confiada a un obispo.
El actual jerarca de la Iglesia es el Arzobispo Jeremías Ferens, Metropolitano Titular de Aspendos.

### Parroquias
En Argentina:
- Catedral de la Santísima Protección de la Virgen (Pokrova), Ciudad de Buenos Aires.
- Parroquia "Resurrección del Señor", Villa Caraza, Lanús, Provincia de Buenos Aires.
- Parroquia "Santísima Trinidad", Berisso, Provincia de Buenos Aires.
- Parroquia "San Pedro Mohyla", Villa Angela, Provincia de Chaco.
- Parroquia "Protección de la Madre de Dios" (Pokrova), Las Breñas, Chaco.
- Parroquia "San Jorge", La Tigra, Chaco.
- Parroquia "Santísima Trinidad", San Bernardo, Chaco

En Brasil:
- Catedral "San Demetrio" – Curitiba, PR
- Parroquia "San Valdomiro el Grande" – Papanduva, SC
- Parroquia "San Valdomiro el Grande" – Iracema, SC
- Parroquia "SS. Cosme e Damián" - Guarani, SC
- Parroquia "SS. Pedro e Paulo" - Gonçalves Júnior - Irati, PR.
- Parroquia "SS. Trindad" - Canoas, RS.
- Parroquia "Protección de la Santa Madre de Dios" – São Caetano do Sul, SP.
- Parroquia "Santo Valdomiro Magno" – São Caetano do Sul, SP.
- Parroquia "Protección de la Santa Madre de Dios" – Apucarana, PR.
- Parroquia "Espíritu Santo" – Nova Ucrãnia PR.
- Parroquia "San Nicolás" - Joaquim Távora, PR.
- Parroquia "San Jorge" – Ponta Grossa, PR.
- Parroquia "Protección de la Santa Madre de Dios" - Osasco, SP.
- Parroquia "San Miguel Arcángel" - Curitiba, Pr.
- Parroquia "San Miguel Arcángel" - Vila Burei – Palmital, PR.
- Parroquia "Espíritu Santo" – Jangada, SC.
- Parroquia "Dormición de la Santa Madre de Dios" – Xaxim Jangada, SC.
- Parroquia "San Juan Bautista" – Vila Zulmira – União da Vitória, PR.

En Paraguay:
- Catedral "San Jorge" - Encarnación, Itapua  (no pertenece al Decanato de Paraguay)
- Basílica "Epifanía del Señor" - Fram, Itapua
- Parroquia "Santísima Trinidad" - Urusapucai, Itapua
- Monasterio "Presentación del Señor en el Templo"  - Urusapucai, Itapua
- Parroquia "Dormición de la Madre de Dios" - Santo Domingo, Itapua
- Parroquia "San Miguel Arcángel" - Camitán Miranda, Itapua
- Parroquia "Santa Cruz" -Alvorada, Itapua
- Parroquia "Protección de la Madre de Dios" - Natalio 12, Itapua
- Comunidad de Coronel Bogado, Itapua

En Venezuela:
- Parroquia:"Santa Pokrova" - Alta Vista, Catia - Caracas

A la fecha de enero de 2015, estas son las parroquias de la Iglesia Ortodoxa Ucraniana en América del Sur según informa la Metrolopia en Estados Unidos.

### Monasterios y seminarios

#### Monasterio "Presentación del Señor en el Templo"
En el año 2009, el Arzobispo Jeremías Ferens emitió un Decreto creando el Monasterio "Presentación del Señor en el Templo". Dicho monasterio se encuentra ubicado en la localidad de Uru Sapucai, Departamento de Itapúa, República del Paraguay, en un predio de casi 7 hectáreas donadas por el terrateniente y Cónsul Honorario de Ucrania en Paraguay, S.E. Andrés Trociuk Levko. 
La construcción del monasterio se inició en el año 2010, finalizando en la segunda mitad del año 2012. El 16 de febrero de 2013, el Arzobispo Ferens bendijo la edificación y consagró la Capilla "Santos Mártires Inocentes de Belén". Los trabajos de edificación y habilitación concluyeron a principio del año 2014, lo que significó que en febrero de dicho año fuera autorizado su funcionamiento público.
A cargo del monasterio se ha designado al Hieromonje Demetrio, quien fue elevado a la dignidad de Higúmeno (Abad) en el año 2010. Y en el año 2018 al cargo de Archimandrita. La comunidad monástica se encuentra compuesta por un total de 3 personas además del Abad.

#### Seminario Teológico Eparquial "Santos Cirilo y Metodio"
En la ciudad de Curitiba, en un espacio contiguo a la Catedral Eparquial, funciona el Seminario Teológico que es presidido por el mismo Arzobispo Metropolitano Jeremías Ferens.
Las instalaciones cuentan con capacidad para albergar a siete seminaristas en total. Posee dos aulas y una importante biblioteca, además de espacios para la utilización de las TIC.